# Wereldkampioenschappen schoonspringen 2017 – driemeterplank mannen
Het schoonspringen vanaf de driemeterplank voor mannen tijdens de wereldkampioenschappen schoonspringen 2017 vond plaats op 19 en 20 juli 2017 in de Danube Arena in Boedapest.

## Uitslag
Groen geeft de finalisten weer.
Blauw geeft de halvefinalisten weer.
| Rang   | Naam                  | Land                | Voorronde | Voorronde | Halve finale  | Halve finale  | Finale        | Finale        |
| Rang   | Naam                  | Land                | Punten    | Rang      | Punten        | Rang          | Punten        | Rang          |
| ------ | --------------------- | ------------------- | --------- | --------- | ------------- | ------------- | ------------- | ------------- |
| Goud   | Xie Siyi              | China               | 512.90    | 1         | 476.50        | 4             | 547.10        | 1             |
| Zilver | Patrick Hausding      | Duitsland           | 447.40    | 5         | 471.70        | 5             | 526.15        | 2             |
| Brons  | Ilja Zacharov         | Rusland             | 502.30    | 2         | 471.30        | 6             | 505.90        | 3             |
| 4      | Rommel Pacheco        | Mexico              | 431.75    | 10        | 478.90        | 3             | 501.60        | 4             |
| 5      | Jack Laugher          | Verenigd Koninkrijk | 477.85    | 3         | 498.75        | 2             | 500.65        | 5             |
| 6      | Jahir Ocampo          | Mexico              | 444.95    | 7         | 427.15        | 11            | 487.15        | 6             |
| 7      | Oleh Kolodij          | Oekraïne            | 418.70    | 14        | 409.95        | 12            | 470.00        | 7             |
| 8      | Jevgeni Koeznetsov    | Rusland             | 423.85    | 12        | 464.75        | 7             | 458.70        | 8             |
| 9      | James Connor          | Australië           | 431.90    | 9         | 462.30        | 8             | 453.80        | 9             |
| 10     | Cao Yuan              | China               | 452.65    | 4         | 517.45        | 1             | 453.70        | 10            |
| 11     | Ross Haslam           | Verenigd Koninkrijk | 425.70    | 11        | 433.00        | 10            | 452.90        | 11            |
| 12     | Matthieu Rosset       | Frankrijk           | 442.35    | 8         | 443.55        | 9             | 435.70        | 12            |
| 13     | Sho Sakai             | Japan               | 445.65    | 6         | 407.80        | 13            | Uitgeschakeld | Uitgeschakeld |
| 14     | Guillaume Dutoit      | Zwitserland         | 407.10    | 18        | 405.95        | 14            | Uitgeschakeld | Uitgeschakeld |
| 15     | Illja Kvasja          | Oekraïne            | 416.30    | 15        | 405.60        | 15            | Uitgeschakeld | Uitgeschakeld |
| 16     | Constantin Blaha      | Oostenrijk          | 398.05    | 19        | 401.90        | 16            | Uitgeschakeld | Uitgeschakeld |
| 17     | Philippe Gagne        | Canada              | 410.25    | 16        | 396.90        | 17            | Uitgeschakeld | Uitgeschakeld |
| 18     | Steele Johnson        | Verenigde Staten    | 409.65    | 17        | 394.55        | 18            | Uitgeschakeld | Uitgeschakeld |
| 19     | Woo Ha-ram            | Zuid-Korea          | 420.10    | 13        | Niet gestart  | Niet gestart  | Niet gestart  | Niet gestart  |
| 20     | Michael Hixon         | Verenigde Staten    | 397.45    | 20        | Uitgeschakeld | Uitgeschakeld | Uitgeschakeld | Uitgeschakeld |
| 21     | Sebastián Villa       | Colombia            | 395.40    | 21        | Uitgeschakeld | Uitgeschakeld | Uitgeschakeld | Uitgeschakeld |
| 22     | Nicolás García        | Spanje              | 390.80    | 22        | Uitgeschakeld | Uitgeschakeld | Uitgeschakeld | Uitgeschakeld |
| 23     | Kim Yeong-nam         | Zuid-Korea          | 388.70    | 23        | Uitgeschakeld | Uitgeschakeld | Uitgeschakeld | Uitgeschakeld |
| 24     | Giovanni Tocci        | Italië              | 388.05    | 24        | Uitgeschakeld | Uitgeschakeld | Uitgeschakeld | Uitgeschakeld |
| 25     | Rafael Quintero       | Puerto Rico         | 386.70    | 25        | Uitgeschakeld | Uitgeschakeld | Uitgeschakeld | Uitgeschakeld |
| 26     | Ooi Tze Liang         | Maleisië            | 385.92    | 26        | Uitgeschakeld | Uitgeschakeld | Uitgeschakeld | Uitgeschakeld |
| 27     | Stephan Feck          | Duitsland           | 385.45    | 27        | Uitgeschakeld | Uitgeschakeld | Uitgeschakeld | Uitgeschakeld |
| 28     | François Imbeau-Dulac | Canada              | 385.30    | 28        | Uitgeschakeld | Uitgeschakeld | Uitgeschakeld | Uitgeschakeld |
| 29     | Yona Knight-Wisdom    | Jamaica             | 385.00    | 29        | Uitgeschakeld | Uitgeschakeld | Uitgeschakeld | Uitgeschakeld |
| 30     | Sebastián Morales     | Colombia            | 383.90    | 30        | Uitgeschakeld | Uitgeschakeld | Uitgeschakeld | Uitgeschakeld |
| 31     | Kevin Chávez          | Australië           | 382.85    | 31        | Uitgeschakeld | Uitgeschakeld | Uitgeschakeld | Uitgeschakeld |
| 32     | Alberto Arevalo       | Spanje              | 372.45    | 32        | Uitgeschakeld | Uitgeschakeld | Uitgeschakeld | Uitgeschakeld |
| 33     | Oliver Dingley        | Ierland             | 369.75    | 33        | Uitgeschakeld | Uitgeschakeld | Uitgeschakeld | Uitgeschakeld |
| 34     | Andrzej Rzeszutek     | Polen               | 366.75    | 34        | Uitgeschakeld | Uitgeschakeld | Uitgeschakeld | Uitgeschakeld |
| 35     | Jouni Kallunki        | Finland             | 364.55    | 35        | Uitgeschakeld | Uitgeschakeld | Uitgeschakeld | Uitgeschakeld |
| 36     | Mikita Tkachou        | Wit-Rusland         | 355.00    | 36        | Uitgeschakeld | Uitgeschakeld | Uitgeschakeld | Uitgeschakeld |
| 37     | Ian Matos             | Brazilië            | 338.65    | 37        | Uitgeschakeld | Uitgeschakeld | Uitgeschakeld | Uitgeschakeld |
| 38     | Joey van Etten        | Nederland           | 335.10    | 38        | Uitgeschakeld | Uitgeschakeld | Uitgeschakeld | Uitgeschakeld |
| 39     | Yauheni Karaliou      | Wit-Rusland         | 328.05    | 39        | Uitgeschakeld | Uitgeschakeld | Uitgeschakeld | Uitgeschakeld |
| 40     | Timothy Lee           | Singapore           | 325.65    | 40        | Uitgeschakeld | Uitgeschakeld | Uitgeschakeld | Uitgeschakeld |
| 41     | Jonathan Suckow       | Zwitserland         | 325.40    | 41        | Uitgeschakeld | Uitgeschakeld | Uitgeschakeld | Uitgeschakeld |
| 42     | Jesús Liranzo         | Venezuela           | 320.80    | 42        | Uitgeschakeld | Uitgeschakeld | Uitgeschakeld | Uitgeschakeld |
| 43     | Liam Stone            | Nieuw-Zeeland       | 316.60    | 43        | Uitgeschakeld | Uitgeschakeld | Uitgeschakeld | Uitgeschakeld |
| 44     | Ahmad Azman           | Maleisië            | 311.15    | 44        | Uitgeschakeld | Uitgeschakeld | Uitgeschakeld | Uitgeschakeld |
| 45     | Lee Mark Han Ming     | Singapore           | 295.65    | 45        | Uitgeschakeld | Uitgeschakeld | Uitgeschakeld | Uitgeschakeld |
| 46     | Ammar Hassan          | Egypte              | 293.70    | 46        | Uitgeschakeld | Uitgeschakeld | Uitgeschakeld | Uitgeschakeld |
| 47     | Youssef Ezzat         | Egypte              | 293.35    | 47        | Uitgeschakeld | Uitgeschakeld | Uitgeschakeld | Uitgeschakeld |
| 48     | Arturo Valdes         | Cuba                | 287.40    | 48        | Uitgeschakeld | Uitgeschakeld | Uitgeschakeld | Uitgeschakeld |
| 49     | Diego Carquin         | Chili               | 285.00    | 49        | Uitgeschakeld | Uitgeschakeld | Uitgeschakeld | Uitgeschakeld |
| 50     | Adriano Cristofori    | Italië              | 284.85    | 50        | Uitgeschakeld | Uitgeschakeld | Uitgeschakeld | Uitgeschakeld |
| 51     | Botond Bóta           | Hongarije           | 282.20    | 51        | Uitgeschakeld | Uitgeschakeld | Uitgeschakeld | Uitgeschakeld |
| 52     | Sandro Melikidze      | Georgië             | 281.00    | 52        | Uitgeschakeld | Uitgeschakeld | Uitgeschakeld | Uitgeschakeld |
| 53     | Carlos Escalona       | Cuba                | 265.25    | 53        | Uitgeschakeld | Uitgeschakeld | Uitgeschakeld | Uitgeschakeld |
| 54     | Abel Ligart           | Hongarije           | 249.10    | 54        | Uitgeschakeld | Uitgeschakeld | Uitgeschakeld | Uitgeschakeld |
| 55     | Donato Neglia         | Chili               | 189.35    | 55        | Uitgeschakeld | Uitgeschakeld | Uitgeschakeld | Uitgeschakeld |
| 56     | Doston Botirov        | Oezbekistan         | 49.50     | 56        | Uitgeschakeld | Uitgeschakeld | Uitgeschakeld | Uitgeschakeld |